# M - Il mostro di Düsseldorf
M - Il mostro di Düsseldorf (titolo orig. M, aggiunta al titolo:  Eine Stadt sucht einen Mörder - Una città è alla ricerca di un assassino) è un film tedesco del 1931, diretto da Fritz Lang. Uno dei primi film sonori tedeschi, considerato uno dei prototipi del filone noir che si sviluppò poi negli anni Quaranta, si ispira agli efferati crimini commessi nella Germania negli Anni Venti da Fritz Haarmann e Peter Kürten.

## Trama

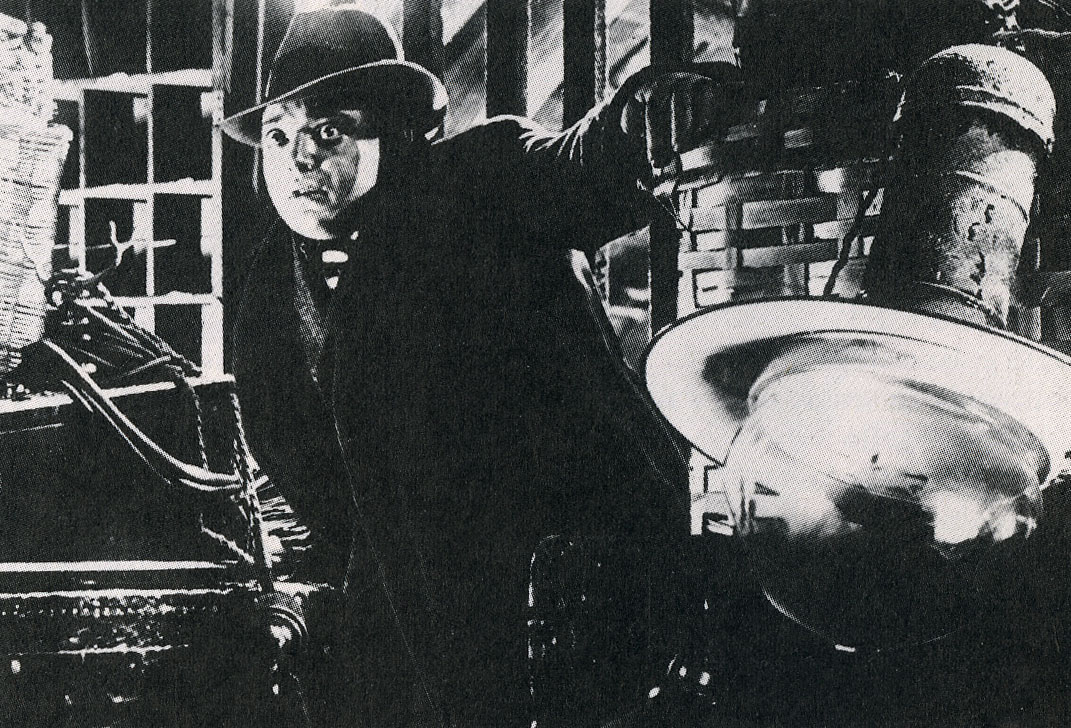
Peter Lorre in una scena del film.

In una città tedesca - il film è ambientato a Berlino, ma il titolo italiano richiama il caso di cronaca del 1925, che ha ispirato il film, avvenuto a Düsseldorf - la popolazione è terrorizzata da un maniaco che ha adescato e ucciso otto bambine. La Polizia è messa sotto pressione dall'opinione pubblica quando il Mostro uccide un'altra bambina, e si impegna a fondo nella ricerca, ma non dispone di alcun indizio.
La popolazione cade nel panico, e molti arrivano ad accusarsi a vicenda. I poliziotti organizzano numerose retate nei quartieri frequentati dalla malavita, creando gravi problemi alle associazioni criminali della città. Le maggiori organizzazioni criminali decidono quindi, per ridurre la pressione della polizia nella città, di trovare il "Mostro", chiamando un capo originario del luogo ma ricercato dalla polizia di molte nazioni, che organizza la ricerca usando anche i mendicanti come spie per le strade.
Polizia e criminali giungono quasi contemporaneamente a scoprire l'identità del criminale, ma quest'ultimi lo scovano prima, grazie all'aiuto di un mendicante cieco che ne riconosce il fischio, e per seguirlo gli tracciano sulla giacca una M. di gesso (M. è l'iniziale della parola tedesca Mörder, "assassino"). Vistosi scoperto, l'assassino, un certo Hans Beckert, si nasconde in un palazzo di uffici. Alla fine, i criminali riescono a catturare il mostro poco prima dell'arrivo della Polizia, e lo processano.
Al cospetto di un originale tribunale fatto di ladri, assassini e prostitute, il mostro che aveva scosso la città rivela la sua pazzia, una forza malvagia che lo spinge a tali crimini; il processo, dopo un acceso dibattito, sta per chiudersi con un verdetto di morte, quando è interrotto dall'arrivo della polizia, che ha scoperto il covo dei criminali grazie alla confessione di un malvivente rimasto intrappolato nell'edificio dove si nascondeva il mostro. La polizia arresta anche i capi del crimine locale e consegna il Mostro alla giustizia ordinaria.

## Personaggi

### Il protagonista
Hans Beckert è un assassino seriale, probabilmente un pedofilo sadico, che uccide bambine. A causa dei suoi crimini, che portano la polizia a disturbare pesantemente gli affari della criminalità locale, sarà inseguito dai criminali, che lo vorranno linciare, ma, alla fine, sarà arrestato dalla polizia. Non è spiegato, però, se Hans sarà portato in manicomio o condannato a morte per i suoi efferati crimini.
È da segnalare anche l'interpretazione di Peter Lorre, che impersona il criminale psicopatico con un trasporto impressionante, specie nella sua difesa finale davanti al tribunale formato dai criminali della città:
(Hans Beckert, l'assassino)
Inoltre Lang ritrae benissimo sia i facili entusiasmi della folla (i tentativi di linciaggio del mostro), sia i dubbi legati alla pena di morte per crimini odiosi (è giusto mettere a morte una persona comunque non padrona delle sue azioni?).

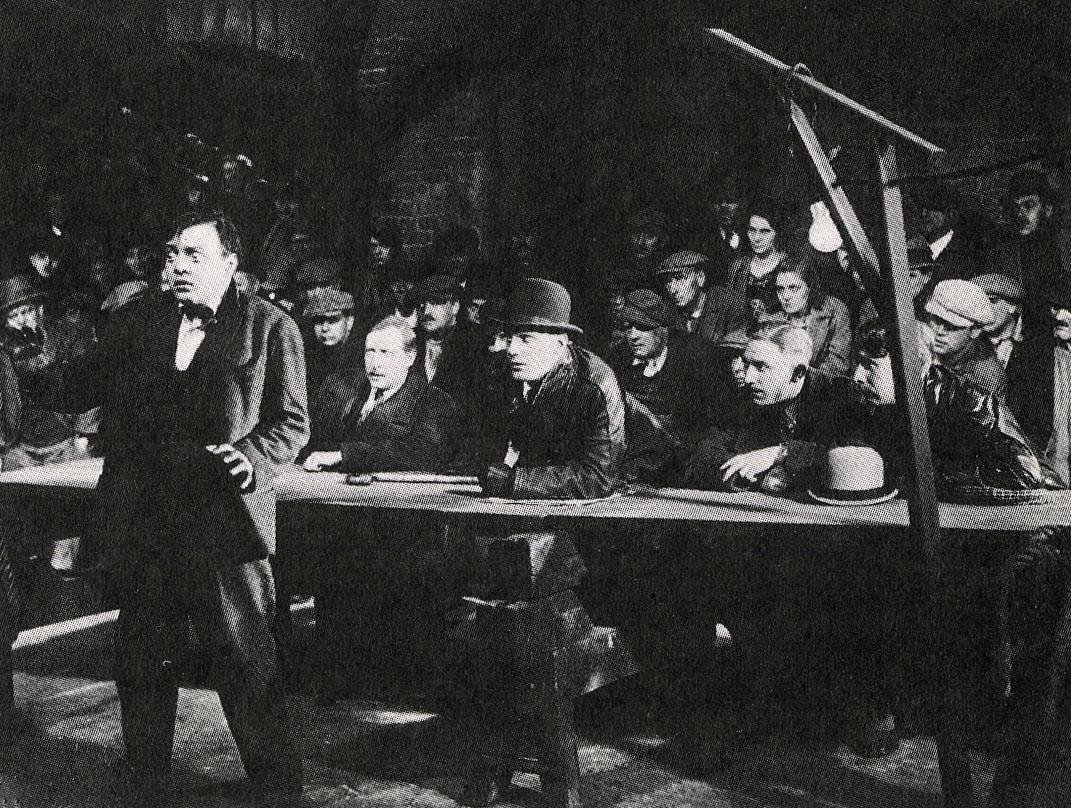
Il processo davanti alla banda dei criminali

### Altri personaggi
- Otto Wernicke è l'ispettore Karl Lohmann, un uomo rispettoso della legge e pulito, ma anche ottuso e non troppo sveglio, che guida le ricerche del mostro e, inizialmente, cerca l'assassino seriale tra i criminali comuni. Sarà lui, insieme a un plotone di agenti, ad arrestare il mostro e con lui i criminali che lo volevano uccidere grazie a una fortuita coincidenza.
- Grundgens Gustaf è Schranker, potente capo criminale noto alla polizia di mezzo mondo (da Los Angeles a Berlino), ricercato per un triplice omicidio di poliziotti durante una fuga. È chiamato dai criminali locali per avere un aiuto nella cattura dell'assassino. Carismatico, intelligente, astuto, freddo e spietato oltre che maniacale nella precisione, sarà arrestato insieme agli altri criminali. Sebbene venga chiamato dagli altri suoi colleghi criminali per catturare il mostro principalmente perché la sua cattiva fama ha aumentato i controlli della polizia in città rendendo in questo modo i loro giri illegali più difficoltosi, egli è sinceramente disgustato dagli abominevoli delitti perpetrati a sangue freddo su delle bambine innocenti ed indifese (tant'è che al suo primo incontro con altri boss malavitosi, egli farà il punto rimarcando la differenza che c'è tra un criminale comune, come loro, ed uno spietato individuo dedito all'infanticidio) e vede la cattura e l'uccisione del mostro come un atto di giustizia e di protezione per i più deboli.

## Produzione

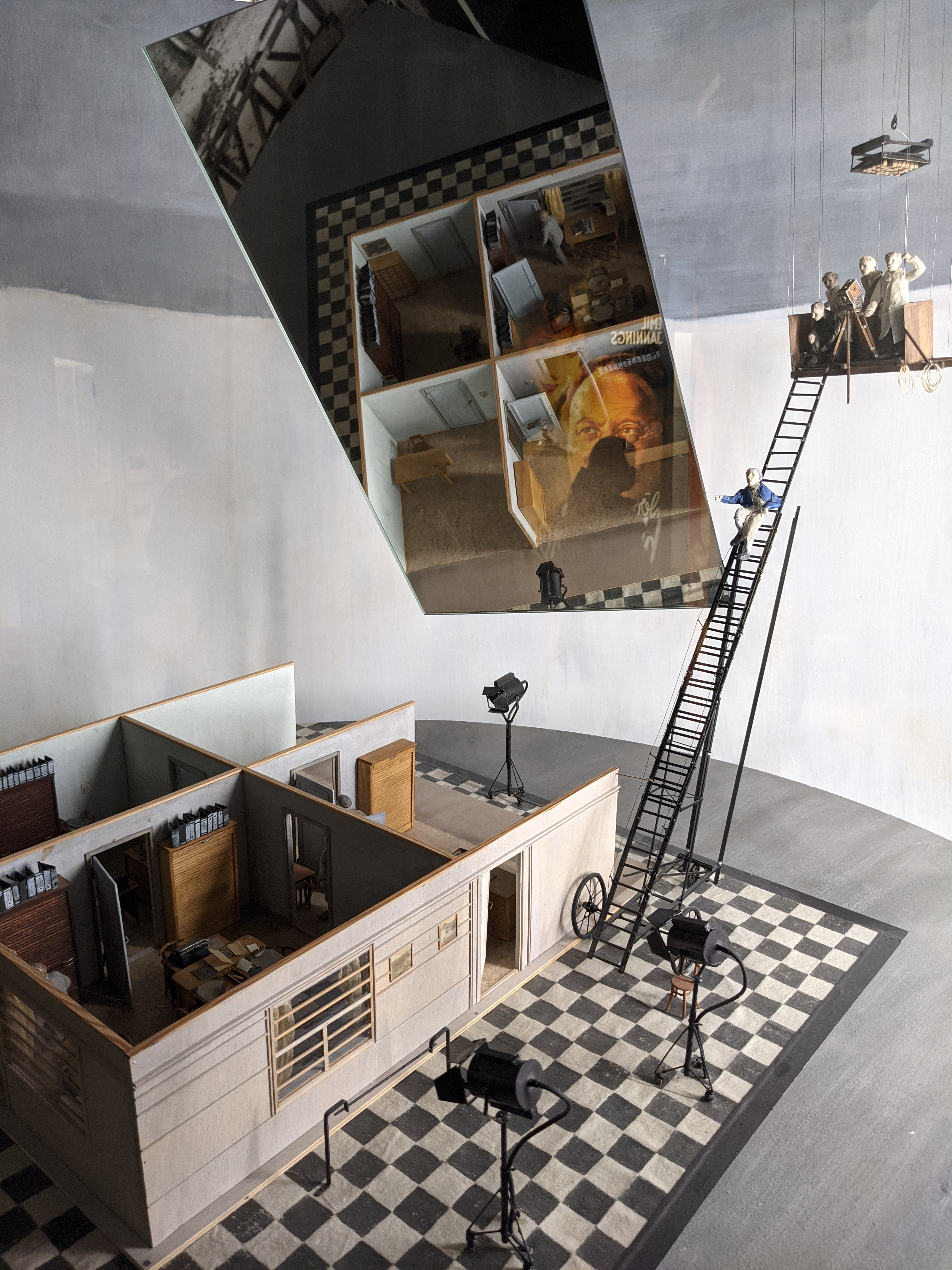
Modellino degli studi negli ex hangar Zeppelin a Staaken. Lo studio disponeva di un ciclorama, un moderno apparato di illuminotecnica e di una macchina da presa sopraelevata. Museo del cinema e della televisione, Deutsche Kinemathek, Berlino.

Il film fu prodotto da Seymour Nebenzahl per Nero-Film AG. La lavorazione durò sei settimane, da gennaio a marzo 1931. Le scene di massa furono girate in un hangar per dirigibili allora inutilizzato, presso l'aeroporto di Berlino-Staaken.
Inizialmente avrebbe dovuto chiamarsi Mörder unter uns ("L'assassino tra di noi"), ma questo titolo richiamava il nazismo perciò venne cambiato.

### Il sonoro
Considerato uno dei capolavori dell'espressionismo tedesco, è il primo film di Lang ad avvalersi del sonoro. Il grande regista utilizza questa nuova possibilità tecnica in maniera magistrale, per esempio legando la scoperta dell'identità del mostro al motivetto che questo fischietta sempre (il tema del IV movimento della suite Peer Gynt op. 46 di Edvard Grieg).
Il sonoro è utilizzato come "contrappunto e complemento all'immagine": una parola o una frase possono introdurre nuove scene, oppure anticipare allo spettatore il corso degli eventi. Alcuni esempi: la prima inquadratura è nera e la voce di una bambina canta una filastrocca che nomina un "uomo nero"; per strada uno strillone grida il titolo dell'articolo "Chi è l'assassino?" e la macchina da presa inquadra Lorre al tavolo dietro la finestra.

### Uso di simboli
«Lang non rinuncia a simboli e a metafore: il palloncino impigliato tra i fili del telegrafo suggerisce l'anima della bambina appena uccisa; di fronte a una vetrina il volto dell'assassino si specchia incorniciato dai coltelli esposti; il tribunale della malavita nel finale del film è forse il più impressionante dispositivo simbolico di quella vera e propria ossessione della relatività della giustizia che percorre tutto il cinema di Lang».

### Fuori campo
Nel libro Manuale del film gli autori, Rondolino-Tommasi, dedicano un'analisi dettagliata della sequenza iniziale di questa pellicola e dimostrano come si debba considerare "un brano esemplare per quel che riguarda l'uso espressivo del Fuori campo".

### Aspetto documentaristico
Lang assorbe l'atmosfera politica e sociale tedesca del suo tempo, se ne appropria e la dispiega come materia su cui elaborare tematiche artistiche.
Il soggetto del film gli era stato suggerito dalla lettura dei quotidiani, tra i fatti di cronaca nera.
Lang dichiara a Peter Bogdanovich:
(Peter Bogdanovich, Il cinema secondo Fritz Lang, p. 21)

### Montaggio
Il film è anche una dimostrazione dell'eccelsa tecnica di Lang e del montatore Paul Falkenberg, che introducono innovazioni narrative, mutuate in parte dall'opera di Ėjzenštejn, che avranno un impatto importantissimo sul cinema che seguirà.

## Distribuzione
Il 27 aprile 1931 venne autorizzato dalla Commissione Centrale per la censura cinematografica con una lunghezza di 3 208 metri, e fu presentato l'11 maggio 1931 all'Ufa-Palast am Zoo di Berlino.
Nel marzo del 1960 uscì una nuova versione intitolata M, l'assassino ti guarda ridotta a 2693 m. Il negativo originale, lungo 2 636 metri e conservato presso il Bundesarchiv-Filmarchiv, è stato integrato con scene mancanti provenienti da copie dell'epoca conservate presso la Cinémathèque suisse e il Nederlands Filmmuseum per una lunghezza totale definitiva di 3 024 metri.
Il film in Italia non ebbe il visto della censura, né negli anni '30 né nel secondo Dopoguerra.

## Accoglienza

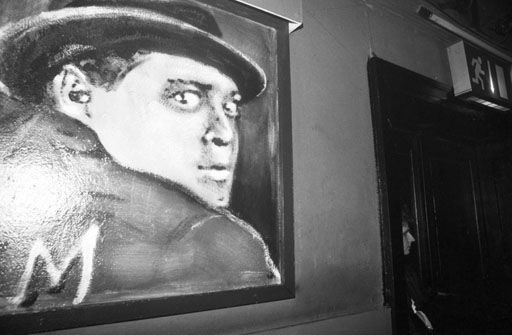
Pittura murale nel Tanzcafe LiBella, Altenmarkt an der Alz, Germania

La scena in cui l'assassino è condotto davanti alla giuria di criminali per essere processato secondo la volontà popolare attirò le critiche negative dell'allora ascendente partito nazista.
Il Dizionario Mereghetti, che gli assegna quattro stelle su quattro di giudizio, scrive: «Al suo primo film parlato, Lang continua a impiegare con maestria le metafore visive e le immagini evocative che avevano fatto grande il muto, e insieme si vale in modo assai moderno delle risorse del sonoro».
Ondacinema lo inserisce tra le Pietre Miliari del cinema scrivendo: «Entrare nel mondo di M significa sprofondare in una regione cinematografica di pura e rara bellezza, di oscura e inesorabile perfezione alla ricerca del mostro che dimora inquieto in ogni uomo».

## Riconoscimenti
Nel 1933 è stato indicato tra i migliori film stranieri dell'anno dal National Board of Review of Motion Pictures.

## Remake
Nel 1951 ne fu girato un rifacimento, a opera di Joseph Losey, intitolato M.